# Кривчик
Кривчик (укр. Кривчик) — село в Каменец-Подольском районе Хмельницкой области Украины.
Население по переписи 2001 года составляло 609 человек. Почтовый индекс — 32447. Телефонный код — 3858. Занимает площадь 2,935 км². Код КОАТУУ — 6821887605.
Через село протекает река Тернава (приток Днестра).

## Местная власть
32400, Хмельницкая обл., Каменец-Подольский р-н, г. Дунаевцы, ул. Шевченко, 50